# Antun Nardeli
Antun Nardeli   (Split, 15 d'abril de 1937 - Zagreb, 5 de setembre de 1995) fou un waterpolista i nedador croat que va competir sota bandera iugoslava durant les dècades de 1950 i 1960.
El 1960 va prendre part en els Jocs Olímpics d'Estiu de Roma, on fou quart en la competició del waterpolo. Quatre anys més tard, als Jocs de Tòquio, guanyà la medalla de plata en la mateixa prova.
En el seu palmarès també destaca una medalla de plata al Campionat d'Europa de waterpolo de 1962, quatre medalles als Jocs del Mediterrani, una d'or i una de plata en waterpolo i una de plata i una de bronze de plata en natació, en les edicions del 1959 i 1963. A les Universíades guanyà dues medalles d'or, el 1959 i 1961 en waterpolo. Entre 1960 i 1964 jugà 97 partits amb la selecció iugoslava.
A nivell de clubs jugà al PVK Jadran entre va 1953 i 1972, excepte el 1963 que ho va fer a l'Estrella Roja de Belgrad. Amb el Jadran va jugar 302 partits en què marcà 267 gols. Va guanyar la lliga iugoslava en quatre ocasions, el 1954, 1957, 1960 i 1967.